# Isabellastenskvätta
Isabellastenskvätta (Oenanthe isabellina) är en liten tätting som tillhör släktet stenskvättor. Släktet räknades tidigare till familjen trastar, men är numera placerad inom familjen flugsnappare (Muscicapidae). Den häckar på torra slätter från sydöstra Europa österut via Centralasien till Mongoliet. Vintertid flyttar den söderut till Afrika strax söder om Sahara österut till Indien. Tillfälligt påträffas den i Västeuropa, i Sverige med 28 fynd till och med 2020. IUCN kategoriserar den som livskraftig.

## Utseende
Isabellastenskvättan kan förväxlas med en stenskvätta i höstdräkt. Till skillnad från denna är isabellastenskvättan något större med sin längd på 15–16,5 centimeter. Den har också längre tarser, en mer upprätt hållning och bredare svart ändband på stjärten. Ett annat diagnostisk kännetecken för arten är dess svarta lillvinge som kontrasterar mot den annars rätt ljusa vingen. Könen är lika men hanen har i genomsnitt svartare tygel.

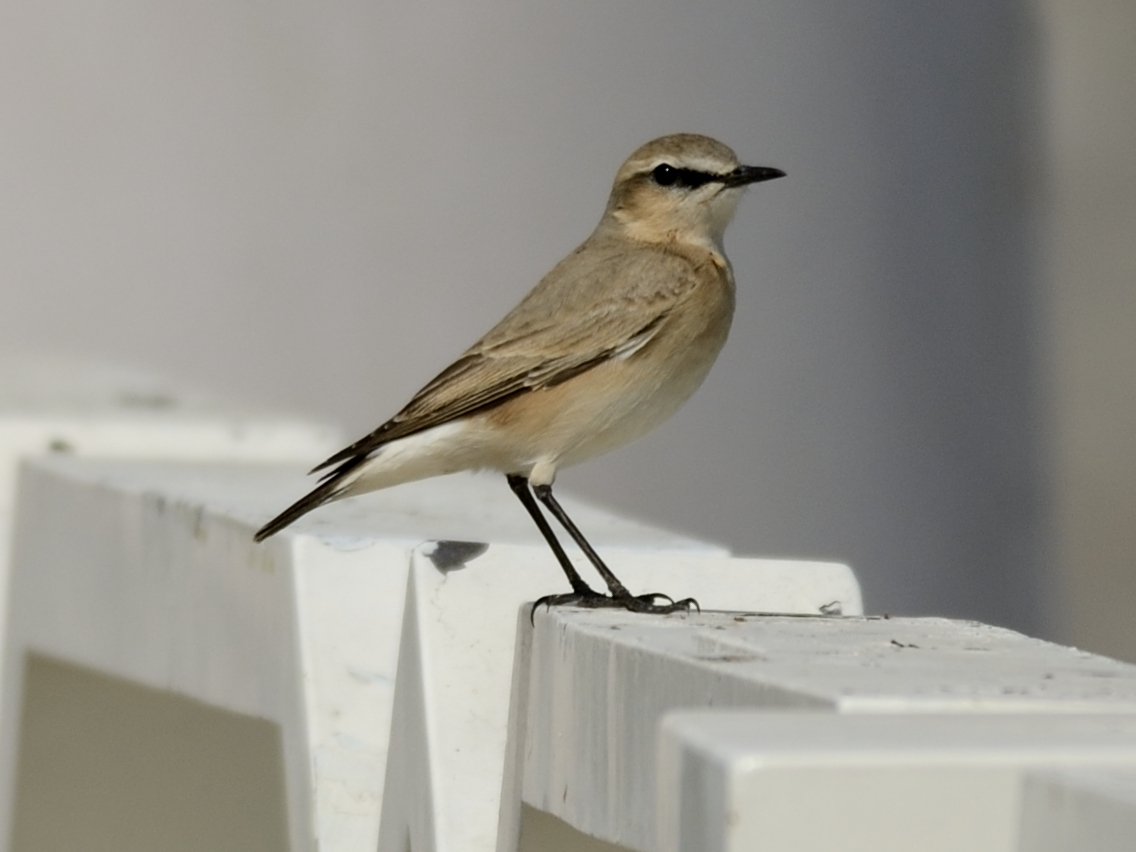
Isabellastenskvätta i Abu Dhabi.

## Läte
Isabellastenskvättan har en karakteristisk sång, utdragen med typiska korta "busvisslingar", hårdare och knastriga ljus och inslag av härmningar. Lätet är ett snärtigt "tjip", även dämpat "tjack".

## Utbredning och systematik
Isabellastenskvättan häckar från östra Europa via södra Ryssland och Centralasien till norra Pakistan i söder och i öster Kina och Mongoliet. I Europa häckar den i östra Balkanområdet, södra Ukraina och sydvästra Ryssland. Vintertid flyttar den till nordöstra Afrika, Sahel, Arabiska halvön och Indien. Under flyttningen ses den regelbundet även i sydöstra Europa, Nordafrika västerut till Algeriet, på Cypern och sällsynt även på Malta.

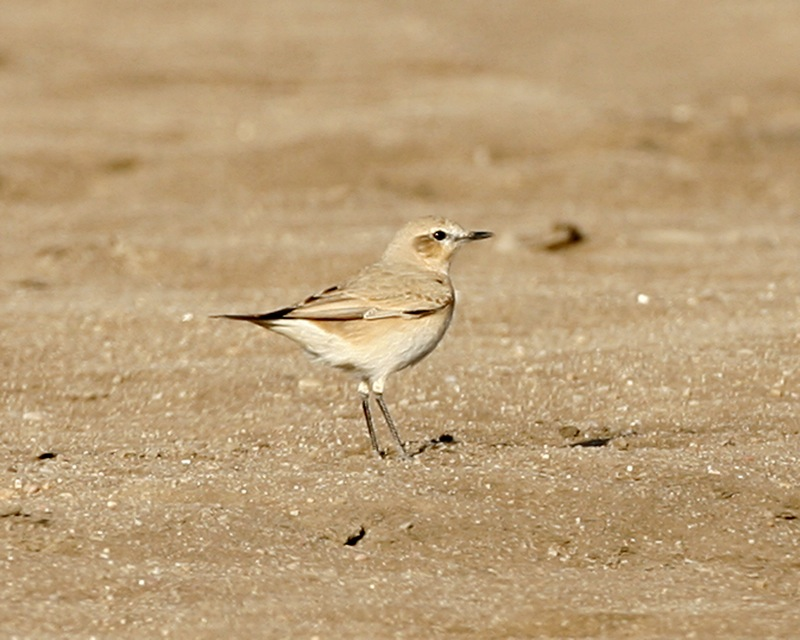
Isabellastenskvätta i vinterdräkt i Gujarat, Indien.

I övriga Europa är den en sällsynt och tillfällig gäst. I Sverige har den påträffats 28 gånger till och med 2020. Endast sex fynd har gjorts på våren, de övriga på hösten.

### Familjetillhörighget
Stenskvättorna ansågs fram tills nyligen liksom bland andra buskskvättor, stentrastar, rödstjärtar vara små trastar. DNA-studier visar dock att de är marklevande flugsnappare (Muscicapidae) och förs därför numera till den familjen.

### Släktskap
Genetiska studier visar att isabellastenskvättan är närmast släkt med sahelstenskvättan (O. heuglinii). Tillsammans utgör de en systergrupp till arterna svartbröstad stenskvätta (O. pileata), svartpannad stenskvätta (O. bottae) och den i Sverige förekommande stenskvättan.

## Levnadssätt
Isabellastenskvättan är en insektsätare som trivs på slätter eller sluttningar med kort gräs i varmt, torrt klimat till exempel i gränsen mellan naturstäpp och halvöken; gärna med spridda stenblock. Boet läggs ofta i ett hål i marken, till exempel i ett gnagarhål.

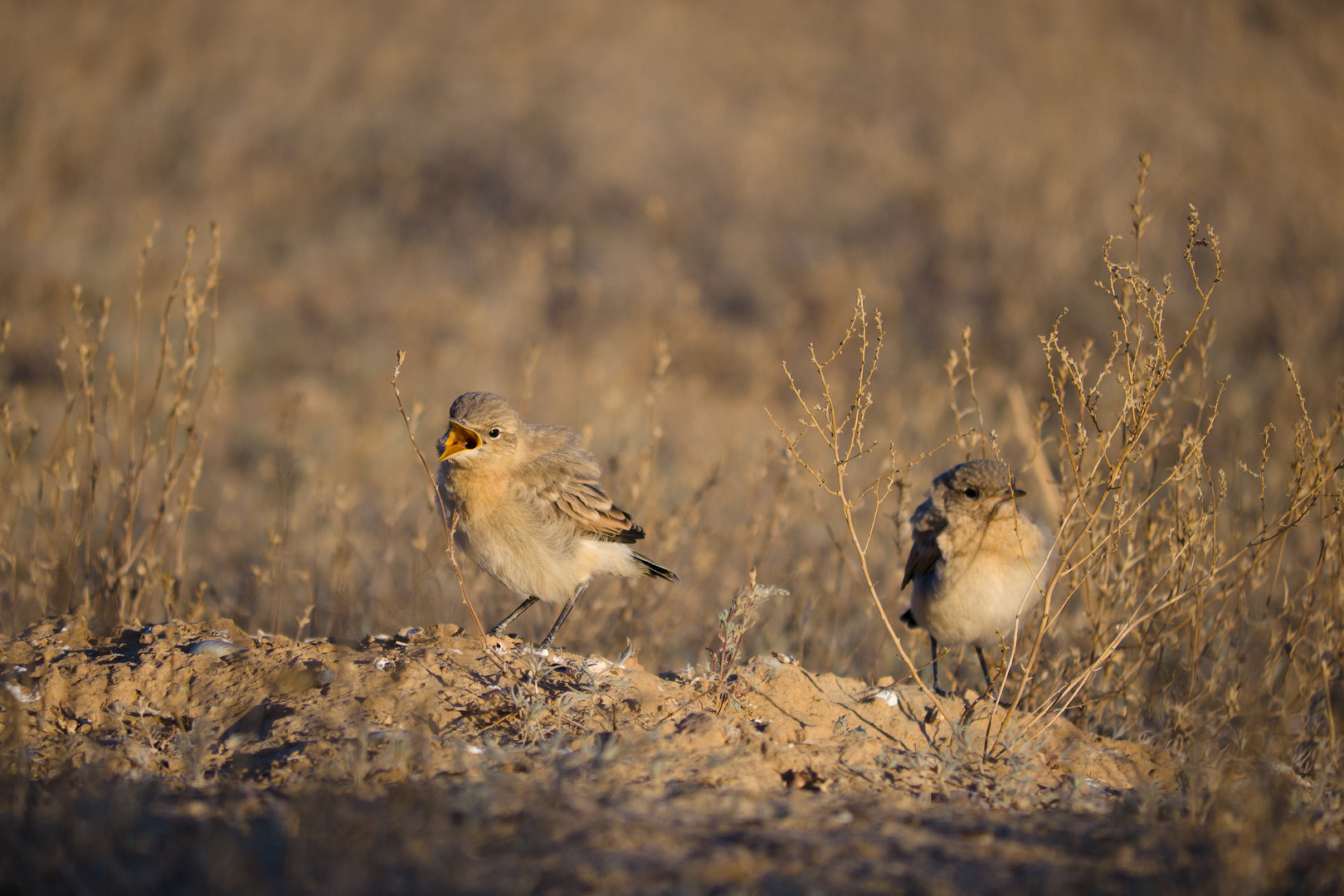
Tiggande juvenila isabellastenskvättor.

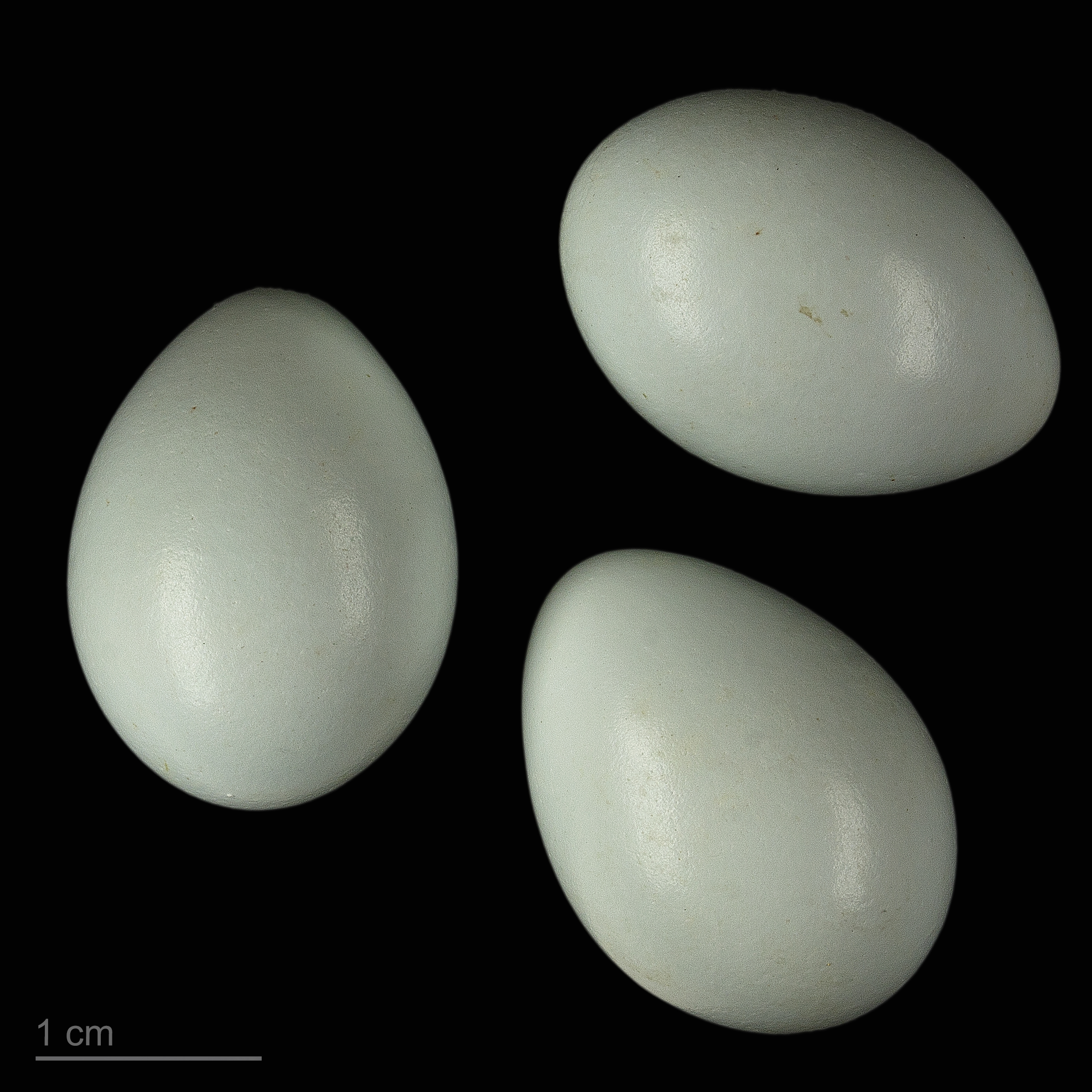
Oenanthe isabellina

## Status
Arten har ett stort utbredningsområde och internationella naturvårdsunionen IUCN kategoriserar arten som livskraftig. Beståndsutvecklingen är dock oklar. Världspopulationen uppskattas mycket preliminärt till mellan 30,8 och 88 miljoner vuxna individer.

## Namn
Artens svenska och vetenskapliga namn syftar på färgnyansen isabell, gulvitt till smutsgult. Färgen sägs ha fått sitt namn efter den spanska prinsessan Isabella, Filip II:s dotter. Då Isabellas gemål ärkehertig  Albrekt av Österrike belägrade Ostende, ska hon ha lovat att inte byta linne förrän staden hade intagits. Då belägringen varade tre år (1601-1604) antog linnet under tiden den smutsgula färg som betecknas som isabellfärg. Samma historia berättas om drottning Isabella I av Kastilien vid Granadas belägring 1492. Benämningen är känd i svenskan sedan 1637.